# Trancers
Trancers, auch unter dem Titel Future Cop bekannt, ist ein US-amerikanischer Science-Fiction-Film aus dem Jahr 1985. Inszeniert und produziert wurde der Film von Charles Band. Die Hauptrollen übernahmen Tim Thomerson und Helen Hunt. In Deutschland erschien der Film nicht in den Kinos und wurde 1985 auf Video veröffentlicht.

## Inhalt
Jack Deth, ein Polizist aus dem Jahre 2247, reist durch die Zeit ins Jahr 1985, um dort den Verbrecher Martin Whistler zur Strecke zu bringen. Whistler hatte der Polizei eine Nachricht geschickt, wonach er die Vorfahren seiner Gegner auslöschen will.
Deth findet sich im Körper eines Phil wieder und muss sich erst einmal mit der neuen Umgebung anfreunden. Vieles ist ihm fremd und Leena, die Freundin des echten Phil, hält ihn schon für schizophren, sodass er ihr seine Mission erklärt. Er möchte, dass sie in seiner Nähe bleibt, damit er sich in der Stadt überhaupt zurechtfindet. Unerwartet trifft Deth auf einen Verbündeten von Whistler, den er erschießt. Damit ist ihm aber auch Whistler auf den Fersen, der im Körper von Detective Weisling als Polizist in der Stadt arbeitet.
Deth geht Whistler sehr schnell in die Falle, doch er kann noch einmal entkommen. Mit Leenas Hilfe taucht er kurze Zeit unter, um dann seine Jagd auf den Verbrecher fortzusetzen. Diese führt ihn an den Stadtrand zu den Obdachlosen, wo er einen der zu beschützenden Vorfahren ausfindig macht und in Sicherheit bringt. Dann lockt er Whistler zu sich und kann ihn überwältigen. Unglücklicherweise ist ihm eine der beiden Ampullen des Serums zerbrochen, mit dem er sich und Whistler zurück in die Zukunft schicken kann. Alternativ hätte er seinen Gegner auch töten können, aber da dieser im Körper von Detective Weisling steckt und dieser eigentlich unschuldig ist, entscheidet er sich die Injektion Whistler zu verabreichen und er selber im Jahr 1985 an der Seite von Leena zu bleiben.

## Kritik
„Ein weitgehend ohne die genreüblichen Härten inszenierter, stellenweise recht witziger Science-Fiction-Film.“

## Fortsetzungen
Dem Film folgten fünf Fortsetzungen. Darsteller Tim Thomerson übernahm bei allen bis auf den sechsten Film die Hauptrolle, Helen Hunt hingegen war nur in den folgenden zwei Filmen zu sehen.
Charles Band inszenierte 1990 Trancers II, bei den anderen Teilen der Filmreihe war er als Ausführender Produzent beteiligt.
Trancers 2010 wurde 1991 für den Videomarkt inszeniert, ebenso wie die 1994 entstandenen Trancers IV und V. Im Jahr 2002 erschien der sechste Teil der Reihe.